# Scytodes thoracica
Scytodes thoracica és una espècie d'aranyes araneomorfes de la família dels escitòdids (Scytodidae). Fou descrit per primera vegada l'any 1802 per Pierre André Latreille.
Se la troba a les cases, sovint als banys. És comuna a Europa. És una espècie es viu principalment a la zona paleàrtica; ha estat introduïda a Amèrica del Nord, a l'Argentina, a Nova Zelanda, a Austràlia i a l'Índia.

## Descripció i comportament
Els mascles mesuren de 3,5 a 4 mm i les femelles de 4,5 a 5 mm. Té la particularitat de capturar les seves preses projectant sobre elles de la seda que conté una mica de verí. El seu desplaçament indecís, el seu cos rodó, el seu color clar i les seves taques la fan certament recognoscible.

## Galeria
- Cefalotòrax de S. thoracica
- S. thoracica
- Esquema del sistema d'immobilització de la presa.